# QNX
QNX (výslovnost [ˈkjuːnɨks]IPA) je název operačního systému, který od začátku 80. let 20. století vyvíjela kanadská firma Quantum Software Systems. QNX je komerční operační systém reálného času unixového typu používající mikrojádro. Operační systém je unixového typu, včetně shellu a externích programů, kompatibilní s normou POSIX. Je používán v různých zařízeních včetně automobilů a mobilních telefonů. Firma byla nejprve přejmenovaná na QNX Software Systems a v roce 2010 byla převzata firmou BlackBerry Limited.

## Charakteristika
QNX podporuje platformy x86, PowerPC, MIPS, ARM, StrongARM a XScale. Před příchodem poslední řady QNX Neutrino RTOS byl tento operační systém méně známým, změna nastala poté, co byl systém QNX Neutrino vydán pro nekomerční použití zdarma – tím vzniklo velké množství nového a portovaného softwaru. Otevřené zdrojové kódy Neutrina byly však později opět uzavřeny.
QNX se také používá v automobilových informačních a zábavních systémech, přičemž mnoho velkých výrobců automobilů nabízí varianty, které zahrnují vestavěnou architekturu QNX. Je podporován populárními knihovnami SSL/TLS, jako je wolfSSL. 
K 26. červnu 2023 byl software QNX zabudován do více než 255 milionů vozidel po celém světě, včetně většiny předních výrobců OEM jako jsou BMW, Bosch, Continental, Dongfeng Motor, Geely, Ford, Honda, Mercedes-Benz, Subaru, Toyota, Volkswagen, Volvo a další.

## Verze
- QNX2 – 16bitová verze
- QNX4 RTOS – 32bitová verze, vysoce stabilní OS, využití pro řízení technologických procesů (i jaderné elektrárny, nemocnice, …)
- QNX6 RTOS – známé jako QNX Neutrino, 32bitová verze, existuje i nekomerční varianta zdarma

V prosinci 2023 společnost QNX vydala verzi softwaru QNX SDP 8.0, která je poháněna mikrojádrem nové generace s podporou nejnovějších 64bitových platforem Intel i ARM a sadou nástrojů QNX pro Visual Studio Code.

## Grafické rozhraní
- QNX4 – Photon 1.x, QNX Windows (X Window)
- QNX6 – Photon microGUI, X Window (third party)
- PhinX – Photon rozhraní běžící v okně hostitelského grafického rozhraní X Window
- Phindows – Photon rozhraní běžící v okně hostitelského grafického rozhraní MS Windows